# Wendela Horz
Wendela Horz (* 9. Dezember 1969 in Speyer) ist eine deutsche Goldschmiedin, Sachverständige, Gemmologin und Diamantgraduiererin.

## Leben
Wendela Horz absolvierte eine Ausbildung zur Gemmologin sowie zur Diamanten- und Edelsteingutachterin bei der Deutschen Gemmologischen Gesellschaft in Idar-Oberstein, deren Fachmitglied sie ist. Von 1989 an war sie geschäftsführende Juwelierin der Firma Juwelier Horz in Speyer, die sie zusammen mit ihrem Ehemann Frank Horz  bis 2017 in vierter Generation leitete. Das Geschäft besteht seit 1893. Mittlerweile ist das Paar geschieden, seit Mai 2017 ist Horz als freie Sachverständige tätig.  
Ebenfalls seit 2017 tritt Horz als Expertin in der ZDF-Sendereihe Bares für Rares auf, in der sie historischen und neuzeitlichen Schmuck bewertet. Am 29. April 2020 präsentierte Horz ihre eigene Schmuckkollektion unter dem Titel Mein Stein von Wendela Horz in einer Verkaufsshow des Dauerwerbesenders QVC.
Wendela Horz hat zwei Töchter und spielt Klavier.